# Fabresema catherinae
Fabresema catherinae är en fjärilsart som beskrevs av Holloway 1979. Fabresema catherinae ingår i släktet Fabresema och familjen björnspinnare. Inga underarter finns listade i Catalogue of Life.